# Azotan wapnia
Azotan wapnia, saletra wapniowa, saletra norweska, nazwa Stocka: azotan(V) wapnia, Ca(NO
3)
2 – nieorganiczny związek chemiczny z grupy azotanów (tzw. saletr), sól kwasu azotowego i wapnia.
Azotan wapnia występuje naturalnie w niewielkich ilościach jako minerał nitrokalcyt, Ca(NO
3)
2·4H
2O. Do celów przemysłowych otrzymuje się go m.in. w wyniku działania kwasu azotowego na wapień:
2HNO
3 + CaCO
3 → Ca(NO
3)
2 + H
2O + CO
2↑
lub na fosforyty:
Ca
3(PO
4)
2 + 6HNO
3 + 12H
2O → 2H
3PO
4 + 3Ca(NO
3)
2·4H
2O↓
Druga z metod została wdrożona do produkcji w norweskim mieście Odda w roku 1927. Syntetyczny azotan wapnia znany jest jako saletra norweska.
Azotan wapnia jest białym, krystalicznym ciałem stałym. Jest silnie higroskopijny. Tworzy tetrahydrat, Ca(NO
3)
2·4H
2O, który zaczyna tracić wodę krystalizacyjną w ok. 40 °C.
Azotan wapnia ma właściwości utleniające, w kontakcie z materiałami palnymi może spowodować zapłon. Działa drażniąco na oczy.

## Zastosowanie
Saletra wapniowa jest używana głównie jako nawóz azotowy (zawiera 15,5% azotu). Dostarcza azot w formie azotanowej i rozpuszczalny w wodzie wapń, dwa życiowo ważne dla roślin elementy. Saletra wapniowa stosowana jest do nawożenia pogłównego w uprawach rolniczych i ogrodniczych prowadzonych na różnych typach gleb i w różnych warunkach klimatycznych. Ponieważ zarówno wapń, jak i azot są składnikami wykorzystywanymi przez rośliny, przy odpowiednim stosowaniu tego nawozu nie pozostają w strefie systemu korzeniowego żadne szkodliwe substancje, nie ma też groźby zasolenia składnikami balastowymi. Przy tym azot azotanowy aktywnie uczestniczy w pobieraniu towarzyszącego mu wapnia przez korzenie i w ten sposób sprzyja maksymalnemu zaopatrzeniu roślin w ten pierwiastek. Dzięki swojej higroskopijności saletra wapniowa szybko rozpuszcza się po zastosowaniu, np. w wyniku obecności mgły lub rosy. Saletra wapniowa rzadko powoduje oparzenia liści, nawet w warunkach wysokiej temperatury lub suszy.
Rzadko dokumentowane są przypadki chorób zawodowych polegających na zmianach skórnych w miejscu kontaktu z tym nawozem. Niewłaściwie stosowany i przechowywany nawóz należy do jednej z głównych przyczyn zanieczyszczania wód powierzchniowych i gruntowych związkami azotu, powodującego eutrofizację.